# 롬마시

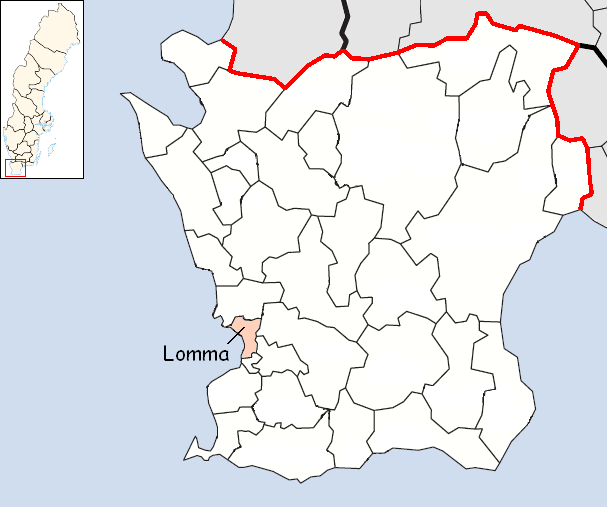
롬마 시의 위치

롬마시(스웨덴어: Lomma kommun)는 스웨덴 스코네주에 위치한 지방 자치체로 행정 중심지는 롬마이며 면적은 90.2km2, 인구는 23,887명(2016년 12월 31일 기준), 인구 밀도는 260명/km2이다.

시 문장

## 같이 보기
- 스웨덴의 지방 자치체